# Philipp Sömmering
Philipp Sömmering (* im 16. Jahrhundert; † 7. Februar 1575 in Wolfenbüttel) war ein deutscher Alchemist und betrügerischer Goldmacher. Er nannte sich Therocyclus.
Sömmering war ein Pfarrerssohn aus Tambach und besuchte die Lateinschule in Schmalkalden und drei Jahre die Klosterschule in Gotha. Er ging nach Jena, wurde Lehrer und Kaplan und 1554 von Philipp Melanchthon ordiniert. Danach war er Pfarrer nahe Gotha (Schönau vor dem Walde und Wipperoda). Er begann sich für Alchemie zu interessieren, studierte in einer Apotheke in Erfurt Heilkräuter und erwarb für eine hohe Summe von 400 Talern ein Buch des Alchemisten Bernard von Trevisan. Er tat sich mit dem Pfarrer Abel Scherding aus Hohenkirchen zusammen und sie gingen mit dem Herzog von Gotha einen Vertrag ein, in dem sie versprachen Gold herzustellen (mit einem Labor in Reinhardsbrunn), wozu der Herzog aber erst rund 240 Gramm Gold vorstrecken musste. Hier kam er auch in Kontakt mit dem Betrüger-Ehepaar Anne Marie von Ziegler und ihrem Mann Heinrich Schombach. Kriegswirren nutzend flohen Sömmering und Scherding mit dem vorgestreckten Gold 1566 aus Gotha. Er ging nach Bad Sooden-Allendorf zu dem Salzsieder Johannes Rhenanus. Durch ihn bekam er den Auftrag für den Herzog Julius von Braunschweig eine Saline in Bündheim bei Goslar einzurichten und erhielt über den Leibarzt des Herzogs Jodokus Pellitius eine Audienz beim Herzog.
1571 kam er mit dem Betrüger-Paar Ziegler und Schombach und einem weiteren Komplizen Sylvester Schulfermann, der aus Lübeck stammte, nach Wolfenbüttel, wo er mit dem Herzog einen Vertrag zum Goldmachen einging. Außerdem sollte er den Herzog in Bergwerksfragen beraten, wovon er allerdings nichts verstand. Er versuchte sich auch mit wenig Erfolg in der Herstellung von Musketenrohren, künstlichen Perlen und Heilmitteln. Die Tinktur zum Goldmachen versuchte er aus Weingeist und Quecksilber in der Apotheke vor dem Schloss in Wolfenbüttel herzustellen. Als er darin nicht erfolgreich war und eine Flucht vorbereitete wurde er 1574 verhaftet. Negativ wirkten sich auch die Machenschaften seiner Komplizen aus. Im Februar 1575 wurde er zum Tode verurteilt und nahe dem Schlossplatz auf grausame Art hingerichtet. Er wurde mit glühenden Zangen gefoltert, geschleift und gevierteilt. Auch seine Komplizen wurden hingerichtet.